# نبرد مالایا
نبرد مالایا جنگی بود که از تاریخ ۸ دسامبر ۱۹۴۱ تا ۳۱ ژانویه ۱۹۴۲ بین نیروهای متفقین و نیروهای محور در مالایای بریتانیا ادامه داشت. این جنگ پس از تسخیر سنگاپور توسط ژاپن رخ داد.